# 2044 Wirt
2044 Wirt (provisorisk beteckning: 1950 VE) är en asteroid som korsar planeten Mars omloppsbana. Den upptäcktes den 8 november 1950 av den amerikanske astronomen Carl A. Wirtanen vid Lick Observatory, Mount Hamilton, Kalifornien. Asteroiden har fått sitt namn efter Wirtanen på förslag av A. R. Klemola.
Den tillhör asteroidgruppen Phocaea.

## Måne
I december 2005 gjorde forskare från USA, Tjeckien och Slovakien ljuskurvestudier av Wirt. Man hittade då en måne som man uppskattar är 1,6 kilometer i diameter. Dess omloppsbana uppskattar man har en halv storaxel på 12 kilometer och den gör ett varv runt moderobjektet på knappt 19 timmar.